# Clube FM (São Carlos)
Rádio Clube FM é uma estação de rádio brasileira do município de São Carlos, São Paulo. Opera nos 104.7 MHz em FM com potência de 50 000 watts (50 kW) classe A1 (RDS), localiza-se na Avenida Dr. Carlos Botelho, 2140 (esquina com Rua Dona Alexandrina), conhecida como Esquina da Torre. 

## História
A emissora foi criada e instalada em 1978 pela Rádio Progresso de São Carlos Ltda., como Progresso II e instalou-se na chamada Cidade do Rádio no Jardim Cruzeiro do Sul., sendo que atualmente instalou-se na conhecida Esquina da Tôrre na Avenida Dr. Carlos Botelho, 2140.
Em 1997 foi adquirida pelo Sistema Clube de Comunicação de Ribeirão Preto, o qual; mudou o nome fantasia da emissora para Rádio Clube FM .